# راجر منسیون
راجر منسیون (زادهٔ ۱۲ دسامبر ۱۹۴۷) سیاستمداری از سیشل است که از ۲۸ اکتبر ۲۰۲۰ رئیس مجلس مجلس ملی سیشل بوده است.

## زندگی شخصی
راجر منسیون در ماهی، سیشل، در ۱۲ دسامبر ۱۹۴۷ به دنیا آمد. او نامزد معاون ریاست جمهوری در انتخابات ریاست جمهوری سیشل در سال ۲۰۱۵ از حزب ملی سیشل بود.